# WWE 빈티지
WWE 빈티지(WWE Vintage)는 WWE의 과거 명경기들을 돌아보는 프로그램이다. 진행자는 진 오클랜드이다.